# Зенфль, Людвиг
Людвиг Зенфль (нем. Ludwig Senfl или Senfel; родился в 1492 году в Базеле — умер между 2 декабря 1542 и 10 августа 1543 в Мюнхене) — швейцарский композитор, работавший преимущественно в Германии.
Ученик Хенрика Изака, Зенфль был дружен с Мартином Лютером. Писал духовную и светскую музыку, преимущественно мотеты. Известен как самый плодовитый автор немецких полифонических песен (Lieder, всего около 250).
Будучи мастером контрапунктической техники, в своих сочинениях использовал не только имитационную, но и моноритмическую (старогомофонную) фактуру, которая позволяла более чётко и внятно преподнести текст. В этом отношении особенно замечательна музыка Зенфля к одам Горация. Зенфлю также принадлежит 7 композиций в разных жанрах, написанных на материале популярной итальянской песни «Fortuna desperata».